# دهستان عقیلی جنوبی
دهستان عقیلی جنوبی نام دهستانی در بخش عقیلی شهرستان شوشتر، استان خوزستان در ایران است. براساس سرشماری عمومی نفوس و مسکن (۱۳۹۵) جمعیت آن 8120 نفر (1824 خانوار) بوده‌است.